# Dragon's Dogma
Dragon's Dogma (ドラゴンズドグマ, Doragonzu Doguma, lit. Dogma do dragão) é um RPG eletrônico de Ação desenvolvido e publicado pela Capcom para o PlayStation 3 e Xbox 360. Foi lançado na América do Norte em 22 de maio de 2012, no Japão em 24 de maio e no dia seguinte, 25 de maio de 2012, na Europa. Uma versão para PlayStation 4, Xbox One e Microsoft Windows foi lançada em Janeiro de 2016.
O jogo é ambientando em um mundo aberto de fantasia com elementos de jogabilidade de Hack and Slash e horror.

## Jogabilidade
O jogador controla uma personagem de gênero selecionável e aparência customizável, incluindo sua "vocação", o sistema de classes do jogo. É possível escolher vários tipos de vocações: Fighter, Warrior, Mystic Knight, Strider, Ranger, Assassin, Mage, Sorcerer e Magic Archer. E também é possível criar um peão customizável e ao longo do jogo poder editar sua aparência.